# O Amenal
O Amenal ist ein Ort am Jakobsweg in der Provinz A Coruña der Autonomen Gemeinschaft Galicien, administrativ ist er von O Pino abhängig.